# Posiłek (Walce)
Posiłek – część wsi Walce w Polsce, położona w województwie opolskim, w powiecie krapkowickim, w gminie Walce. Historycznie leży na Górnym Śląsku, na ziemi prudnickiej.
W latach 1975–1998 Posiłek administracyjnie należał do ówczesnego województwa opolskiego. Do 1956 należał do powiatu prudnickiego.
W 1921 w zasięgu plebiscytu na Górnym Śląsku znalazła się tylko część powiatu prudnickiego. Posiłek znalazł się po stronie wschodniej, w obszarze objętym plebiscytem. W spisie gromad i miejscowości w powiecie prudnickim na dzień 1 stycznia 1953 wymieniono Posiłek jako przysiółek Walec.

## Bezpieczeństwo
Do 1998 bezpieczeństwo pożarowe w Posiłku było nadzorowane przez Komendę Rejonową PSP w Prudniku.
Miejscowość jest pod opieką dzielnicowego rejonu służbowego nr 7 Komendy Powiatowej Policji w Krapkowicach.
Teren miejscowości, jak i całej gminy Walce, położony jest w strefie nadgranicznej w związku z czym Straż Graniczna dysponuje, na tym obszarze, specjalnymi kompetencjami w zakresie bezpieczeństwa. Gminę Walce obejmuje zasięgiem służbowym placówka Straży Granicznej w Opolu ze Śląskiego Oddziału SG.